# Ворона антильська
Ворона антильська (Corvus leucognaphalus) — вид горобцеподібних птахів роду Крук (Corvus) родини Воронових (Corvidae).

## Опис
Найбільша, і в даний час рідкісна з Вест-Індійських воронових. Має чорний з довгим, важким, що трохи вигинається вниз дзьобом, характерними червонувато-коричневими (або іноді жовтими) очима і має червонуватий або блакитний блиск в оперенні. Коло основи шиї пір'я біле, хоча білий колір не завжди може бути видний, коли пір'я лежить. Дзьоб, ноги та ступні чорні. Щетинкоподібне пір'я не повністю покриває ніздрі і є клапті темно-сірої голої шкіри позаду очей і на основі дзьоба. Довжина: 42—46 см.

## Біологія
Зазвичай зустрічається парами або невеликими групами, або у великих групах на місцях відпочинку. Живиться переважно під пологом лісу, і має різноманітний раціон, який може включати фрукти, насіння, комах та інших дрібних тварин, таких як жаби або птахи. Зазвичай летить високо над лісом, а також ширяє і ковзає. розмножується в період з кінця січня по травень, будуючи великі, громіздкі гнізда високо на великому дереві або пальмі. Яйця інкубують протягом 18—22 днів, а молодь оперяються у віці близько 35—44 днів.

## Поширення та місця існування
Країни проживання: Домініканська Республіка; Гаїті. Цей вид різко скоротив чисельність з початку 1980-х років. Населення і діапазон проживання тепер невеликі, роздроблені й продовжують скорочуватись. Мешкає в низовинних і гірських лісистих районах, де, ймовірно, полюбляє старий, зрілий ліс. Нетерпимий до деградованих середовищ існування або районів, що відкриваються вирубки лісу. Поживою в основному є фрукти й насіння, а також хребетні та великі комахи. Гніздиться високо на великих деревах чи пальмах між кінцем лютого і травнем.

## Загрози та охорона
Зустрічається в національному парку Los Haitises, Jaragua, Sierra de Baoruco National Parks у Домініканській Республіці.